# Hotel Panorama
Koordinaten: 50° 42′ 43,5″ N, 10° 43′ 22,5″ O
Das Hotel Panorama wurde im Jahre 1969 in Oberhof im Thüringer Wald als Interhotel der DDR errichtet. Die Planung in Form von zwei Sprungschanzen stammte von jugoslawischen Architekten.
Nach der Wende wurde aus dem Interhotel das TREFF Hotel Panorama; seit Ende 2018 gehört es zur Ahorn Hotels & Resorts Gruppe. Der Gebäudekomplex steht unter Denkmalschutz.

## Geschichte
Der Errichtung des Hotels vorangegangen war die Vision von Walter Ulbricht, aus dem kleinen, bis dahin eher unbedeutenden Ort Oberhof einen etablierten Wintersportort zu erschaffen, der aufgrund von punktueller Luxuriösität auch den Beinamen „Sankt Moritz des Ostens“ erhielt. Bereits im November 1950 wurden dazu die Inhaber privater Pensionen und Hotels enteignet. Zur Aufwertung des Ortes kam es durch die Errichtung von überdimensionierten Hotelbauten (wie dem Ferienheim Rennsteig, 2002 abgerissen) sowie durch Bauten für die Wintersport-Infrastruktur zur Massenabfertigung von DDR-Urlaubern wie der Großschanzenanlage im Kanzlersgrund und der Anfang der 1970er Jahre in Betrieb genommenen Rennrodelbahn Oberhof.
Den Hotelkomplex plante der Architekt Krešimir Martinković und errichtete die jugoslawische Baufirma Kollektiv „Komgrap“ von 1967 bis 1969.
Das Hotel Panorama wurde am 7. Oktober 1969 eröffnet und nur kurze Zeit später wieder geschlossen, weil die Windverhältnisse auf 825 Meter Höhe unterschätzt worden waren und die Konstruktion des Daches nachgebessert werden musste. Es galt mit seinen mehr als 900 Betten als das größte Ferienhotel Europas. Sieben Restaurants, zahlreiche Freizeiteinrichtungen wie ein Schwimmbad und eine Minigolfanlage gehörten zu dem Hotel. Von den Restaurants wurde eines als Reminiszenz an die Arbeit der Architekten und Bauarbeiter als Balkanrestaurant eingerichtet. Eines der ersten japanischen Restaurants in der DDR entstand, da einer der siebzig Hotelköche zuvor in Japan gearbeitet hatte.
Die Unterhaltungssendung Oberhofer Bauernmarkt des Fernsehens der DDR fand in der Kaminhalle des Hotels ihren Ursprung und wurde dort von 1974 bis 1977 produziert. Während der Zeit der DDR wurde das Hotel regelmäßig durch den Freien Deutschen Gewerkschaftsbund genutzt.
1993 übernahm die deutsche Hotelkette Ramada-Treff Hotels das Panoramahotel und errichtete Neubauten wie im August 1994 die Diskothek Waldmarie (Schließung 2016) und eine große Eventhalle für bis zu 600 Personen. Am 4. Dezember 2018 folgte ein Eigentümerwechsel an die Ahorn Hotels & Resorts Gruppe.

## Architektur

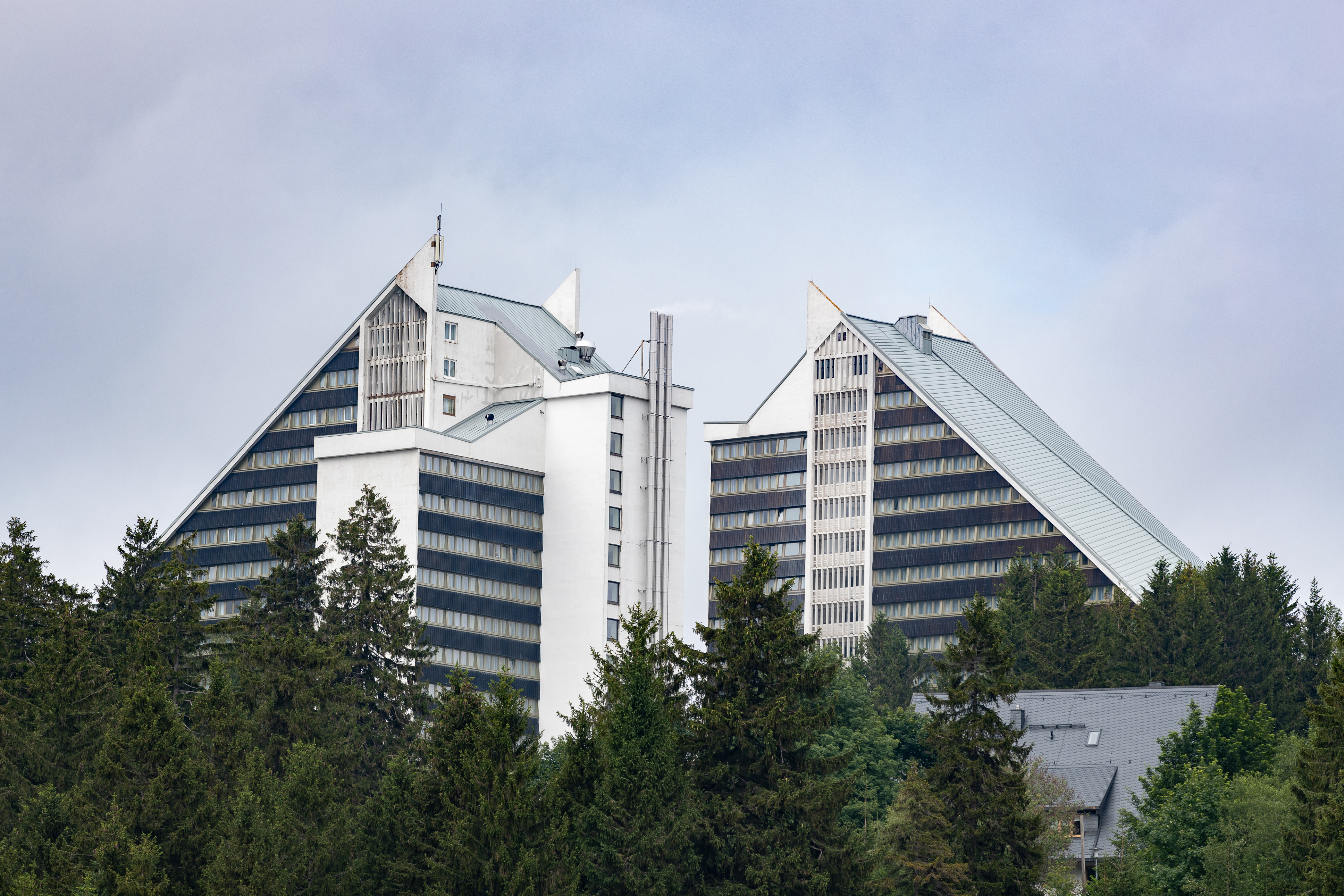
Hotelansicht aus der Ferne

Das 56 Meter hohe Hotel Panorama, welches fast am höchsten Punkt von Oberhof steht, besteht aus zwei nahezu identischen Hauptgebäuden, deren Längsschnitt dreiecksförmig ist. Der Westbau hat sein abfallendes Dach nach Norden ausgerichtet, das aufgrund einer geraden Fortsetzung der unteren Dreieckskante an die Abfahrtsrampe einer Skisprungschanze erinnert. Das Dach des östlichen Baus ist entsprechend in südliche Richtung orientiert. Die beiden Hauptgebäude sind elf- beziehungsweise zwölfgeschossig.

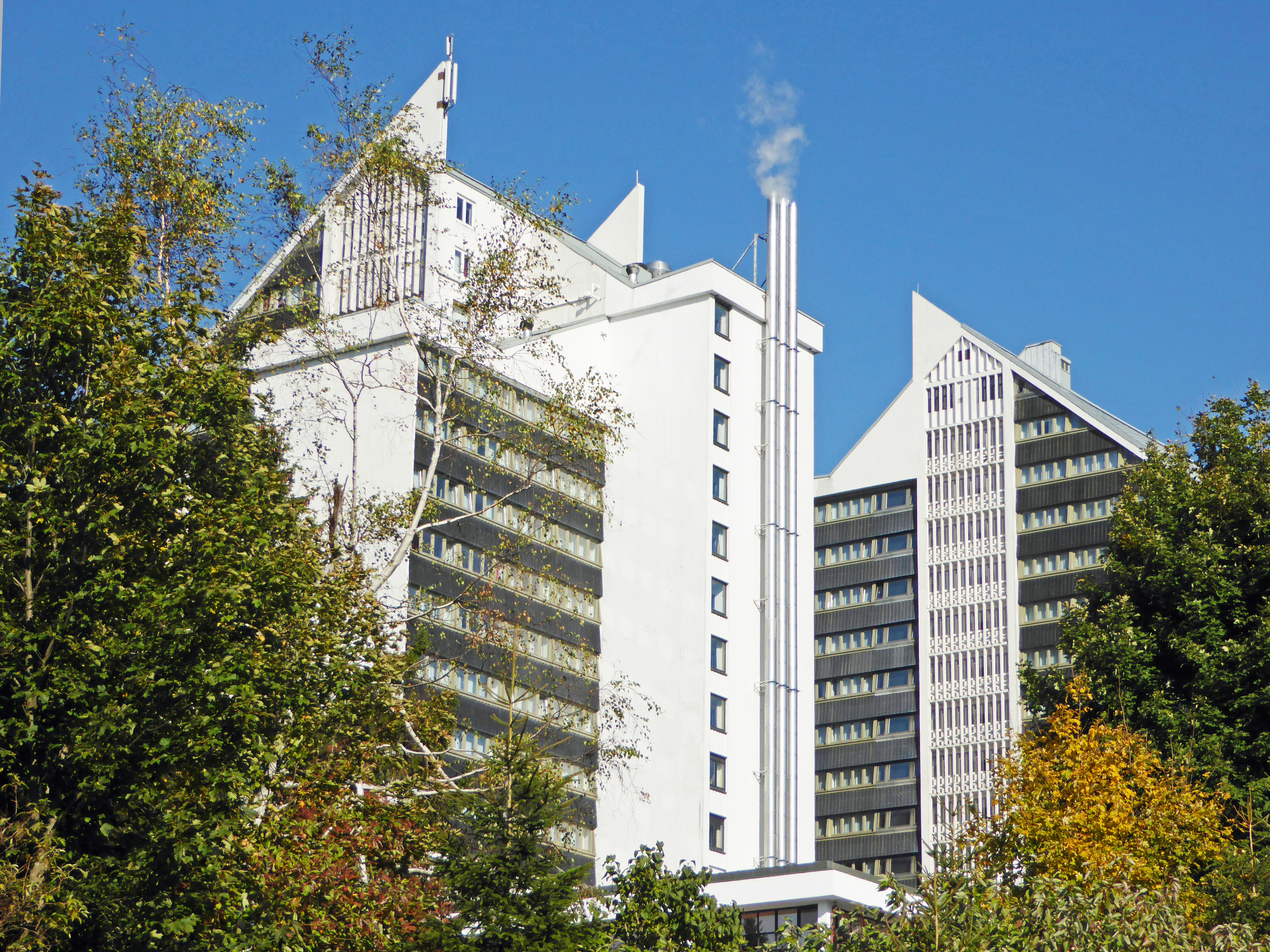
Versorgungsschacht sowie die Spitzen der beiden gegenüberliegenden Hauptbauten

Zur Überbrückung des unebenen Geländes verbindet ein massiver quadratischer Sockelbau beide Hauptgebäude, die zur Mitte hin auf diesem Sockelbau aufliegen und im überkragenden Teil über eine Stelzenkonstruktion auf dem betonierten Untergrund ruhen. Auf der Südseite des Sockelbaus erhebt sich ein weiterer achtgeschossiger Baukörper, der im rechten Winkel zum Westbau steht und mit ihm über einen vertikalen Versorgungstrakt verbunden ist.
Der in der DDR als Architekturkritiker tätige Bruno Flierl bezeichnete das Gebäudeensemble aufgrund der Anlehnung der Gebäudeumrisse an Skisprungschanzen als eines der ersten in der DDR, das im Sinn der Bildzeichenarchitektur errichtet wurde, und stellte den Bau in eine Reihe mit dem Brüssler Atomium. Der Architekt Ulrich Wieler beschrieb 2007 mit zeitlichem Abstand zu dessen Errichtung das Bauwerk als Statement gegen die „Architektur des Glaskastens“. Die architektonische Wirkungsabsicht ziele nicht auf eine gesichtslose Stadtsilhouette ohne aktive Bedeutungsträger ab, sondern richte sich an die umgebende Landschaft. Entgegen dem Anspruch der damaligen DDR-Führung sei vom Hotel Panorama vermutlich kein Gestaltungsimpuls für die internationale Hotel-Architektur ausgegangen.

## Hotelbetrieb
Das Drei-Sterne-Hotel verfügt über 488 Zimmer auf zwölf Etagen; es ist das höchstgelegene Hotel in Thüringen. Die Gastronomie im Haus umfasst eine Bar, ein Buffetrestaurant, einen Biergarten und ein À-la-carte-Restaurant. Außerdem verfügt das Hotel über ein Schwimmbad mit Whirlpool und eine Sauna. In der Regierungszeit Honeckers war (im Gegensatz zur Ära Ulbricht) der Betrieb stärker auf breite Bevölkerungsgruppen ausgerichtet.

## Rezeption
Das Sandmännchen des DDR-Fernsehens thematisierte in mehreren Folgen (130/131) das Hotelbauwerk. In einer Episode von 1973 fährt er mit einem Propellerschlitten zu dem Hotel. In einer weiteren Episode aus dem gleichen Jahr ist zu sehen, wie der Hotelportier auf Skiern das Dach des Hotels herunter fährt und der Sandmann das Dach ebenfalls für sein Fluggerät als Landepiste verwendet.
Eine Filmszene im zweiten Teil des DDR-Mehrteilers Eva und Adam von 1973 entstand in dem Hotel. So war das Hotel aus der Entfernung und das hoteleigene Schwimmbad zu sehen. Im Film betrügt der Arzt Dr. Reinhold Bertram (gespielt von Rudolf Ulrich) im Hotel Panorama seine Ehefrau Luise (gespielt von Helga Göring) mit seiner Sprechstundenhilfe.
Das volkstümliche Gesangsduo Waltraut Schulz und Herbert Roth brachte 1984 vier Lieder auf einer 7-Zoll-Schallplatte mit dem Titel Hotel Panorama Oberhof heraus. Das Titelbild der Platte, die vom Plattenlabel Amiga veröffentlicht wurde, zeigte den Hotelkomplex aus Richtung des Waldes betrachtet.
Ein 300-teiliges Puzzle im Format 40 × 30 Zentimeter mit dem Motiv des Oberhofer Panoramahotels wurde in der DDR verkauft. Es wurde vom VEB Plasticart Annaberg-Buchholz hergestellt.

## Dokumentationen
- Geheimnisvolle Orte: Oberhof (Staffel 7, Folge 8), Das Erste, 45:02 min, Erstausstrahlung: 10. Dezember 2018.[16][3]
- Der Katastrophenwinter 1978/79 in Oberhof – Party, Stasi, Stromausfall, MDR, 59:48 min, Erstausstrahlung: 3. Januar 2019. (Mediathek-Link (bis 5. Februar 2022))